# Ministre de la Fonction publique (Royaume-Uni)
Pour les articles homonymes, voir Ministre de la Fonction publique.
Le ministre de la Fonction publique (Minister for the Civil Service) est responsable de l'administration du Civil Service, dont le rôle est d'assister le gouvernement du Royaume-Uni dans la mise en œuvre de sa politique.
Le poste est invariablement occupé par le Premier ministre.

## Historique
Le poste a été créé le 1er novembre 1968 pour Harold Wilson lorsque les responsabilités pour la paie et le management du Civil Service ont été transférées du Trésor de Sa Majesté au nouveau département du Civil Service. 
Depuis sa création, le poste a toujours été occupé simultanément avec ceux de Premier ministre et de Premier Lord du Trésor, selon une convention constitutionnelle implicite.
D'après les termes régissant le Civil Service (Management Functions) Act 1992 (en), le ministre peut déléguer son pouvoir à d'autres ministres. Ainsi, Gordon Brown a confié à Tom Watson la responsabilité du Civil service en tant que Minister for Digital Engagement and Civil Service Issues.
Simon Case est Secrétaire du cabinet (Cabinet Secretary) et chef du Civil Service du Royaume-Uni depuis 2020.

## Liste des ministres de la Fonction publique
Légende
(partis politiques)
- Conservateur
- Travailliste

| Nom | Nom | Nom                      | Dates du mandat   | Dates du mandat  | Parti        |
| --- | --- | ------------------------ | ----------------- | ---------------- | ------------ |
|     |     | Harold Wilson (1re fois) | 1er novembre 1968 | 19 juin 1970     | Travailliste |
|     |     | Edward Heath             | 19 juin 1970      | 4 mars 1974      | Conservateur |
|     |     | Harold Wilson (2e fois)  | 4 mars 1974       | 5 avril 1976     | Travailliste |
|     |     | James Callaghan          | 5 avril 1976      | 4 mai 1979       | Travailliste |
|     |     | Margaret Thatcher        | 4 mai 1979        | 28 novembre 1990 | Conservateur |
|     |     | John Major               | 28 novembre 1990  | 2 mai 1997       | Conservateur |
|     |     | Tony Blair               | 2 mai 1997        | 27 juin 2007     | Travailliste |
|     |     | Gordon Brown             | 27 juin 2007      | 11 mai 2010      | Travailliste |
|     |     | David Cameron            | 11 mai 2010       | 13 juillet 2016  | Conservateur |
|     |     | Theresa May              | 13 juillet 2016   | 24 juillet 2019  | Conservateur |
|     |     | Boris Johnson            | 24 juillet 2019   | 6 septembre 2022 | Conservateur |
|     |     | Liz Truss                | 6 septembre 2022  | 25 octobre 2022  | Conservateur |
|     |     | Rishi Sunak              | 25 octobre 2022   | 5 juillet 2024   | Conservateur |
|     |     | Keir Starmer             | 5 juillet 2024    | en cours         | Travailliste |